# Busch Glatz

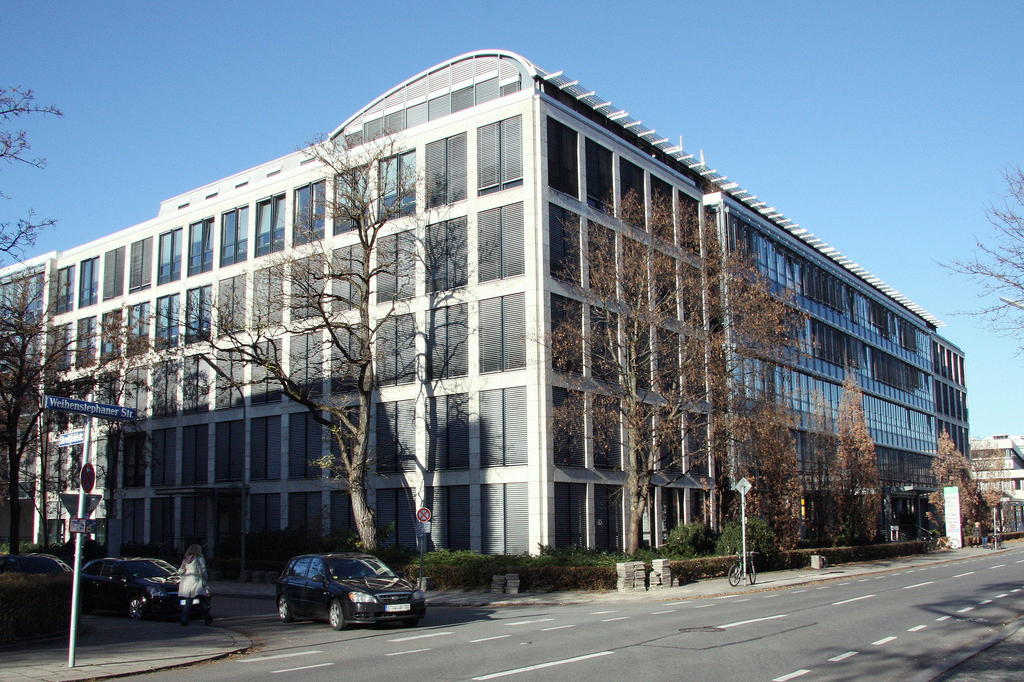
Das einstige Verlagshaus von Gruner + Jahr in München, in dem auch Entertainment Media bis 2017 untergebracht war

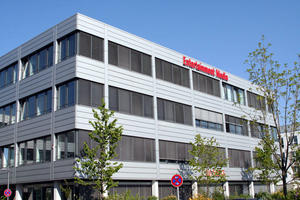
Ehemaliges Verlaghaus in Aschheim, Gemeindeteil Dornach

BG Germany (ehemals Busch Entertainment Media, davor G+J Entertainment Media) war ein deutscher Fachverlag, der Print- und Onlinepublikationen für die Unterhaltungsindustrie erstellt hat. Zum Portfolio gehörten Fachmedien in den Bereichen Buch, Film, Kino & TV, Medien, Musik und Werbung. 

## Geschichte
1980 von Ulrich Scheele unter dem Namen proVideo Verlag GmbH gegründet, widmete sich das Unternehmen anfangs der Beratung rund um den Videomarkt. 1982 wurde die erste Fachzeitschrift, der VideoMarkt, publiziert. Im selben Jahr wurde die Zeitschrift VideoTipp verlegt, die weltweit erste Videothekenkundenzeitschrift mit einer Auflage von 250.000 Exemplaren. In den folgenden Jahren wurden weitere Branchenblätter und Fachzeitschriften veröffentlicht und durch Verlagsaufkäufe übernommen.
Vom 1. März 2008 bis 30. Juni 2014 war der Verlag eine 100-prozentige Tochter von Gruner + Jahr und firmierte seit Januar 2010 unter dem Namen G+J Entertainment Media GmbH & Co. KG. Zum 1. Juli 2014 hat der Kölner Verleger Timo Busch sämtliche Anteile von Gruner + Jahr übernommen. Als ein Unternehmen der Busch Group firmierte die Gesellschaft seit September 2014 unter Busch Entertainment Media GmbH. Geschäftsführer waren Timo Busch und Michael Bamberger, Ulrich Höcherl war leitender Chefredakteur, David Serjoscha Wolf leitender Artdirector. Firmensitz war wie zuvor in München. Das Unternehmen beschäftigte knapp 100 Mitarbeiter. Die Busch Entertainment Media GmbH (später Busch KGaA) stellte 2017 einen Insolvenzantrag in Eigenverwaltung.
2018 übernahm die Busch & Glatz GmbH (heute firmierend als MG Medien Gruppe GmbH) die operative Verlagsaktivität und bildete so die Holding für die Fachmagazine. Seit der Übernahme durch die Busch & Glatz GmbH rückten verstärkt Online-Dienste sowie -Marketing in das Dienstleistungs-Portfolio, während andere Publikationen eingestellt wurden.
Zum 1. Januar 2023 sollten sämtliche Aktivitäten mit wirtschaftlicher Wirkung unter dem Dach einer gemeinsamen Holding zusammengeführt werden. Infolge der Insolvenz der MG Medien Gruppe GmbH (vormals Busch & Glatz GmbH), musste auch die BG Germany GmbH, die für die Publikation der verschiedenen Fachmedien verantwortlich zeichnete, einen Insolvenzantrag stellen. Annähernd zum gleichen Zeitpunkt wurden die Verlagsaktivitäten an Unternehmen von Timo Busch verkauft. Nachdem die Kaufverträge nicht erfüllt wurden, wechselte das Verfahren von der Eigenverwaltung in eine Regelverwaltung, die vertreten durch den Verwalter Daniel Zumhasch aktuell die operativen Aktivitäten des Verlages verantwortet. Es ist geplant die übrigen Publikationen im ersten Halbjahr 2025 zu veräußern.

## Publikationen
Das Spektrum umfasste die Fachmagazine Blickpunkt:Film, MusikWoche und GamesMarkt sowie Online-Dienste. Dabei war der Online-Fachinformationsdienst mediabiz.de die Dachmarke für die meisten Fachauftritte des Hauses und umfasst blickpunktfilm.de, musikwoche.de und gamesmarkt.de.

### Fachzeitschriften
- Blickpunkt:Film (3.850 Exemplare)
- GamesMarkt (4.150 Exemplare)
- Meedia wurde 2024 veräußert[5]
- DigitalProduction wurde 2025 veräußert
- MusikWoche (4.050 Exemplare)

### Online
- mediabiz.de (450.000 Visits, 2 Mio. Page Impressions, Stand 01/2014)

### Weitere Angebote
Mit kino.de stellte die damalige G+J Entertainment Media bis 2014 eines der größten Kinoportale Deutschlands mit mehr als 4 Millionen Besuchern pro Monat. Unter gemeinsamer Chefredaktion mit dem Fachmagazin Blickpunkt:Film wurden Deutschlands Kinoprogramm, zahlreiche Trailer, Fotos, Stars sowie Charts, Filmbesprechungen und Informationen rund um Film und Kino angeboten. Von 2009 bis 2014 präsentierte video.de Neuheiten auf DVD und Blu-ray und News rund um Filme, Stars und Technik. Die beiden an Privatanwender gerichteten Angebote kino.de und video.de wurden 2014 von Ströer Media Brands übernommen.
Die Fachzeitschriften und livepaper VideoMarkt, Treffpunkt Kino (710.000 Exemplare) sowie VideoTipp (100.000 Exemplare) wurde nach der Restrukturierung des Fachverlages eingestellt. Ebenso betraf das die Fachenzyklopädie Kinohandbuch (2.400 Exemplare).